# Port lotniczy Gardez
Port lotniczy Gardez (IATA: GRG, ICAO: OAGZ) – port lotniczy położony w mieście Gardez, w Afganistanie.